# Mahesh Sharma
Mahesh Sharma, né le 30 septembre 1959, est un homme politique indien.